# Graanhalmwesp
De graanhalmwesp (Cephus pygmeus) is een vliesvleugelig insect uit de familie van de halmwespen (Cephidae). De wetenschappelijke naam van de soort is gepubliceerd in 1767 door Linnaeus.